# Burg Kogl
Die Burg Kogl ist der Ruinenrest einer Höhenburg auf dem 680 m hohen Koglberg im Ortsteil Kogl der Gemeinde St. Georgen im Attergau im Bezirk Vöcklabruck von Oberösterreich.

## Geschichte
Die Pfalz „Atarhoven“ (Atarnchova, Atterhof, Attersee) wird schon im 8. Jahrhundert als agilolfingische Besitzung und ab 788 als fränkisch-königliches Gut im Attergau erwähnt. Das Bistum Bamberg kam 1007 aufgrund einer Schenkung von König Heinrich II. in den Besitz der königlichen Pfalz „Atarhoven“. Damit sollte der Bau des Bamberger Doms unterstützt werden. Die Burg Kogl wurde 1264 auf Veranlassung von Bischof Berthold von Bamberg anstelle der 1007 errichteten Burg Attersee erbaut. Anfangs hieß die Burg noch Neuattersee, doch dann bürgerte sich der Name Kogl ein.
Die Burg hatte viele wechselnde Besitzer, auch wurde sie oft als Pfand vergeben. Besitzer waren von 1249 bis 1309 Chunrad der Zizmann, Heinrich der Zizmann und Haidfoch. Der Bamberger Bischof verpfändete 1309–1342 die Burg an die Schaunberger, sie kam dann an Chunrad Kuchler und Hertels Sohn. 1379 kam Kogl als Bamberger Lehen an Herzog Albrecht III. von Österreich. Die Habsburger „übersahen“ später, dass sie die Burg selbst nur als Lehen hatten und vergaben ihrerseits Kogl als landesfürstliches Lehen oder verpfändeten den Besitz. Erster Pfandherr war Graf Herrmann von Cilli. Auf ihn folgte Heinrich von Wallsee (1411), bis 1416 war Hans Eitzinger Pfandinhaber. 1453 befahl König Ladislaus dem Pfleger Michael Albrechtsheimer, Kogl an Gilg Vischmeister zu übergeben. Von Ortolph Geymann übernahm Kogl dann Reinprecht V. von Walsee. Nach dem Aussterben der Wallseer (1483) zog Kaiser Friedrich III. Kogl als heimgefallenes Lehen an sich. Sein Nachfolger, Kaiser Maximilian I., verpfändete die Herrschaft Kogl an seinen Statthalter Wolfgang von Polheim (1499). Da die Pollheimer Protestanten waren, wurde der Besitz von König Ferdinand I. an Hans Hofmann gegeben. 1550 erlaubte König Ferdinand seinem Kämmerer Johann Hofmann von Grünpichl, dass dieser Kogl aus der Pfandschaft des Cyriak von Pohlheim auslösen durfte. Kaiser Rudolf II. tilgte letztendlich 1570 die Pfandschuld. Ein eigenes Landgericht wurde Kogl 1581. Schließlich entschloss sich Kaiser Rudolf II. 1581 zum Verkauf von Kogl sowie von Schloss Kammer und Schloss Frankenburg an seinen Botschafter in Madrid, Hans Freiherr von Khevenhüller. Nachfolger war sein protestantischer Bruder Bartholomäus, auf den sein katholischer Sohn Franz Christoph folgte. 1594 galt die Burg Kogl zu den verteidigungsfähigen Fluchtburgen in Kriegszeiten. 1619 wird Kogl an Abraham Grünpacher verpachtet. 1620 wird Kogl von dem Protestanten Hans Geymann (Geumann) eingenommen; diese verjagte auch den Pfarrer von Lochen, plünderte den Pfarrhof und ließ die Beute nach Kogl bringen. Während der Religionsstreitigkeiten besetzte der protestantische Karl von Jörger die Burg. Geymann wurde als Pfleger eingesetzt, musste jedoch vor den anstürmenden bayerischen Truppen flüchten.
Die Khevenhüller entschieden sich zu Beginn der zweiten Hälfte des 18. Jahrhunderts, den nicht mehr zeitgemäßen und verkehrstechnisch schwer erreichbaren Bau zu verlassen. Sie errichteten 1750 am Fuße des Koglberges das neue Schloss Kogl. Da die Burg danach nicht mehr dauerhaft bewohnt wurde, setzte der Verfall ein.

## Burgruine Kogl heute

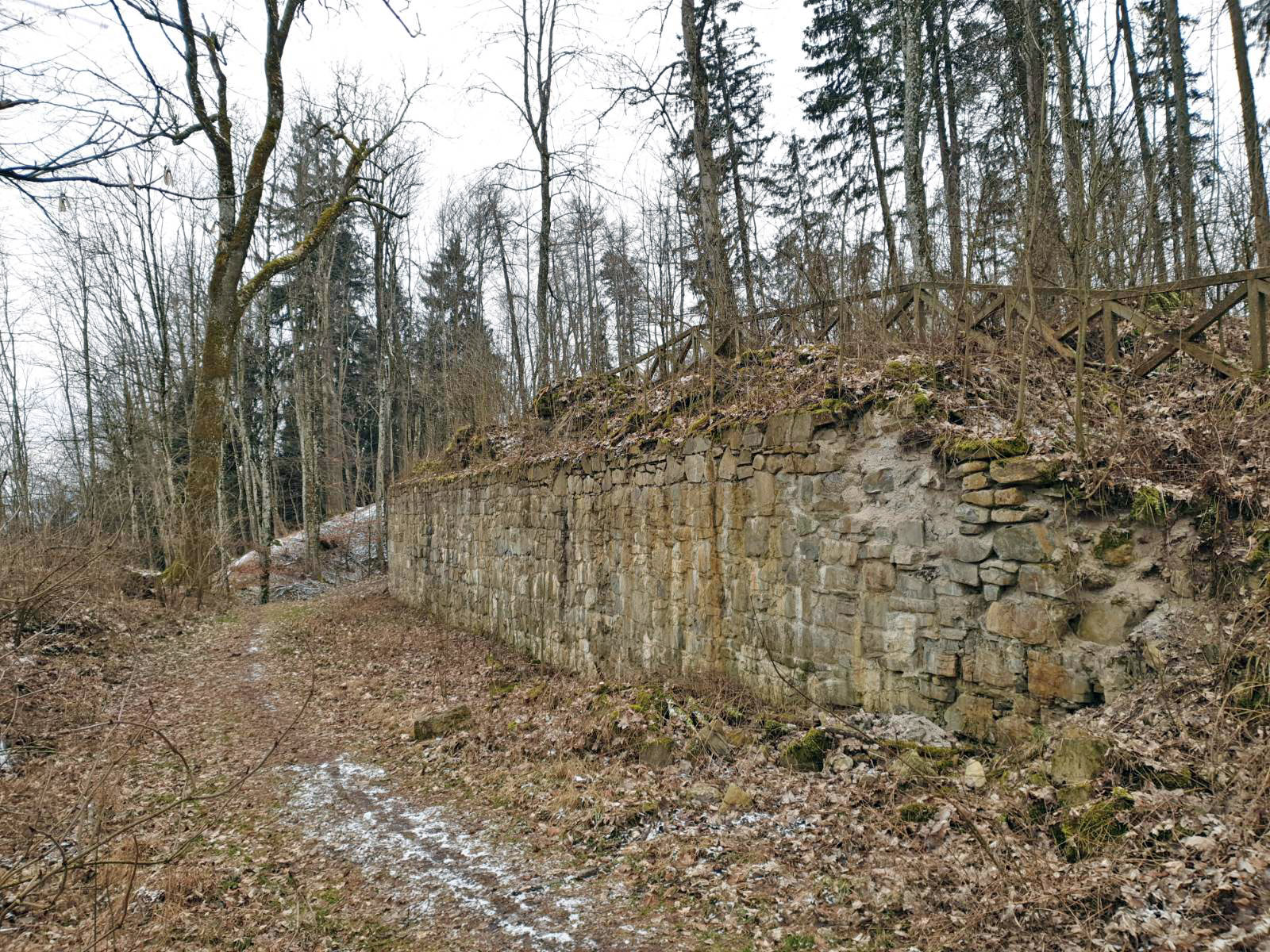
Mauerreste der Burg Kogl heute

Von der Burg sind nur mehr wenige Mauerzüge übrig geblieben. Der Burgplatz ist noch von einem Graben umgeben, der aber so stark zugewachsen ist, so dass er kaum mehr erkennbar ist. Die Ruine steht nicht unter Denkmalschutz.